# Filifera
Die Filifera sind eine sehr vielgestaltige Gruppe der Hydrozoen aus der Ordnung der Anthoathecata. Sie leben solitär oder kolonial im Meer, wenige Formen kommen auch im Süßwasser vor. Zu ihnen gehört unter anderem der Keulenpolyp, der sich in den letzten Jahren, aus dem Kaspischen Meer kommend, als Neozoon in Europa verbreitet hat.

## Merkmale
Die Filifera haben im Unterschied zu den Capitata, fadenförmige, lang ausgezogene Tentakel. Ihre Nesselzellen sind klein und zylinder- oder stabförmig. Sie haben niemals stenotele Nesselzellen. Die Gonaden der Medusen sitzen in der Wand des Manubrium oder an dessen basalen Auswüchsen. Das Manubium ist für gewöhnlich tetra-symmetrisch.

## Familien
Die Filifera sind im klassischen Sinn durch die filiferen Tentakel der Fresspolypen und durch das Vorhandensein von desnonemen und eurytelen Nesselzellen bei den Wehrpolypen ausgezeichnet. Allerdings unterstützen molekulargenetische Untersuchungen die Monophylie der Filifera nicht. Die Filifera enthalten in der bisherigen Fassung folgende Taxa:
- Unterordnung Filifera
  - Familie Australomedusidae Russell, 1971
  - Familie Balellidae Stechow, 1922
  - Familie Bougainvilliidae Lütken, 1850
  - Familie Bythotiaridae Maas, 1905
  - Familie Clathrozoellidae Peña Cantero, Vervoort & Watson, 2003
  - Familie Cytaeididae Agassiz, 1862
  - Familie Eucodoniidae Schuchert, 1996
  - Familie Eudendriidae Agassiz, 1862
  - Familie Heterotentaculidae Schuchert, 2010
  - Familie Hydractiniidae Agassiz, 1862
  - Familie Jeanbouilloniidae Pagès, Flood & Youngbluth, 2006[3]
  - Familie Magapiidae Schuchert & Bouillon, 2009 (syn. Laingiidae Bouillon, 1978)[4]
  - Familie Niobiidae Peterson, 1979
  - Familie Oceaniidae Eschscholtz, 1829
  - Familie Pandeidae Haeckel, 1879
  - Familie Proboscidactylidae Hand & Hendrickson, 1950
  - Familie Protiaridae Haeckel, 1879
  - Familie Ptilocodiidae Coward, 1909
  - Familie Rathkeidae Russell, 1954
  - Familie Rhysiidae Brinckmann, 1965
  - Familie Filigrankorallen (Stylasteridae Gray, 1847)
  - Familie Trichydridae Hincks, 1868
  - Familie Tubiclavoididae Moura, Cunha & Schuchert, 2007
- Filifera incertae sedis
  - Brinckmannia Schuchert & Reiswig, 2006
  - Kinetocodium Kramp, 1922